# Campeonato Mundial de Ciclismo Urbano de 2018
El II Campeonato Mundial de Ciclismo Urbano se celebró en la ciudad de Chengdu (China) entre el 7 y el 11 de noviembre de 2018, bajo la organización de la Unión Ciclista Internacional (UCI) y la Unión Ciclista de China.
Las competiciones se realizaron en el circuito de ciclismo urbano del Parque Xinhua de la ciudad china. Se compitió en 3 disciplinas, las que otorgaron un total de 8 títulos de campeón mundial:
- Campo a través por eliminación (XCE) – masculino y femenino
- Trials (TRI) – masculino 20″, masculino 26″, femenino 20″/26″ y equipo mixto
- BMX estilo libre – parque (masculino y femenino)

## Calendario
| ● | Preliminares | F | Final |

| Fecha→ Categoría ↓ | Mi 07 | Ju 08 | Vi 09 | Sá 10 | Do 11 |
| ------------------ | ----- | ----- | ----- | ----- | ----- |
| XCE                |       |       | F     |       |       |
| Trials 20″ M       |       |       | ●     | F     |       |
| Trials 26″ M       |       |       | ●     | F     |       |
| Trials 20″/26″ F   |       | ●     |       | F     |       |
| Trials por equipos | F     |       |       |       |       |
| BMX parque         |       |       | ●     | ●     | F     |

## Medallistas

### Masculino
| Evento                                 | Oro                                    | Plata                               | Bronce                               |
| -------------------------------------- | -------------------------------------- | ----------------------------------- | ------------------------------------ |
| Campo a través por eliminación (09.11) | Titouan Perrin-Ganier Francia          | Hugo Briatta Francia                | Lorenzo Serres Francia               |
| Trials 20″ (10.11)                     | Thomas Pechhacker · Austria · 230 pts. | Ion Areitio · España · 210 pts.     | Dominik Oswald · Alemania · 200 pts. |
| Trials 26″ (10.11)                     | Jack Carthy Reino Unido 240            | Sergi Llongueras · España · 220     | Nicolas Vallée Francia 220           |
| BMX estilo libre parque (11.11)        | Justin Dowell Estados Unidos 92,20     | Kenneth Tencio · Costa Rica · 88,90 | Brandon Loupos Australia 88,72       |

### Femenino
| Evento                                 | Oro                                    | Plata                             | Bronce                              |
| -------------------------------------- | -------------------------------------- | --------------------------------- | ----------------------------------- |
| Campo a través por eliminación (09.11) | Coline Clauzure Francia                | Iryna Popova · Ucrania            | Marion Fromberger · Alemania        |
| Trials 20″/26″ (10.11)                 | Nina Reichenbach · Alemania · 240 pts. | Manon Basseville Francia 200 pts. | Janine Jungfels Australia 180 pts.  |
| BMX estilo libre parque (11.11)        | Perris Benegas Estados Unidos 93,00    | Angie Marino Estados Unidos 87,80 | Hannah Roberts Estados Unidos 86,30 |

### Mixto
| Evento                     | Oro                                                                                                  | Plata | Bronce                                                                                  |
| -------------------------- | --- | --- | --------------------------------------------------------------------------------------- |
| Trials por equipos (07.11) | Sergi Llongueras · Alejandro Montalvo · Martí Arán · Ion Areitio · Irene Caminos · España · 580 pts. | Dominik Oswald · Noah Sandritter · Oliver Widmann · Nina Reichenbach · Andreas Strasser · Alemania · 560 pts. | Nicolas Vallée Alex Rudeau Nathan Charra Arnaud Janin Manon Basseville Francia 520 pts. |

## Medallero
| Núm. | País           | Oro | Plata | Bronce | Total |
| ---- | -------------- | --- | ----- | ------ | ----- |
| 1    | Francia        | 2   | 2     | 3      | 7     |
| 2    | Estados Unidos | 2   | 1     | 1      | 4     |
| 3    | España         | 1   | 2     | 0      | 3     |
| 4    | Alemania       | 1   | 1     | 2      | 4     |
| 5    | Austria        | 1   | 0     | 0      | 1     |
| 5    | Reino Unido    | 1   | 0     | 0      | 1     |
| 7    | Costa Rica     | 0   | 1     | 0      | 1     |
| 7    | Ucrania        | 0   | 1     | 0      | 1     |
| 9    | Australia      | 0   | 0     | 2      | 2     |
|      | TOTAL          | 8   | 8     | 8      | 24    |